# Bourgneuf (Sabaudia)
Bourgneuf – miejscowość i gmina we Francji, w regionie Owernia-Rodan-Alpy, w departamencie Sabaudia. W 2020 r. na okres 6 lat burmistrzem została Nicole Bouvier.

## Populacja[2]
- 2008 – 623
- 2013 – 686
- 2019 – 690